# Pont-Farcy
Pont-Farcy és un municipi francès situat al departament de Calvados i a la regió de Normandia. L'any 2007 tenia 523 habitants.

## Demografia

### Població
El 2007 la població de fet de Pont-Farcy era de 523 persones. Hi havia 218 famílies de les quals 72 eren unipersonals (32 homes vivint sols i 40 dones vivint soles), 75 parelles sense fills, 67 parelles amb fills i 4 famílies monoparentals amb fills.
La població ha evolucionat segons el següent gràfic:
Habitants censats

### Habitatges
El 2007 hi havia 321 habitatges, 221 eren l'habitatge principal de la família, 67 eren segones residències i 33 estaven desocupats. 317 eren cases i 3 eren apartaments. Dels 221 habitatges principals, 151 estaven ocupats pels seus propietaris, 66 estaven llogats i ocupats pels llogaters i 5 estaven cedits a títol gratuït; 16 tenien dues cambres, 37 en tenien tres, 55 en tenien quatre i 114 en tenien cinc o més. 188 habitatges disposaven pel capbaix d'una plaça de pàrquing. A 112 habitatges hi havia un automòbil i a 86 n'hi havia dos o més.

### Piràmide de població
La piràmide de població per edats i sexe el 2009 era:
| Homes | Edats   | Dones |
| ----- | ------- | ----- |
| 0     | 95 o +  | 0     |
| 4     | 90 a 94 | 8     |
| 4     | 85 a 89 | 12    |
| 4     | 80 a 84 | 12    |
| 12    | 75 a 79 | 12    |
| 4     | 70 a 74 | 20    |
| 20    | 65 a 69 | 4     |
| 24    | 60 a 64 | 28    |
| 8     | 55 a 59 | 16    |
| 20    | 50 a 54 | 8     |
| 12    | 45 a 49 | 12    |
| 4     | 40 a 44 | 20    |
| 24    | 35 a 39 | 12    |
| 12    | 30 a 34 | 16    |
| 16    | 25 a 29 | 12    |
| 12    | 20 a 24 | 20    |
| 24    | 15 a 19 | 8     |
| 8     | 10 a 14 | 20    |
| 4     | 5 a 9   | 28    |
| 28    | 0 a 4   | 0     |

## Economia
El 2007 la població en edat de treballar era de 310 persones, 218 eren actives i 92 eren inactives. De les 218 persones actives 192 estaven ocupades (101 homes i 91 dones) i 26 estaven aturades (10 homes i 16 dones). De les 92 persones inactives 35 estaven jubilades, 30 estaven estudiant i 27 estaven classificades com a «altres inactius».

### Ingressos
El 2009 a Pont-Farcy hi havia 223 unitats fiscals que integraven 517 persones, la mediana anual d'ingressos fiscals per persona era de 13.844 €.

### Activitats econòmiques
Dels 33 establiments que hi havia el 2007, 2 eren d'empreses extractives, 2 d'empreses alimentàries, 2 d'empreses de fabricació d'altres productes industrials, 5 d'empreses de construcció, 5 d'empreses de comerç i reparació d'automòbils, 1 d'una empresa de transport, 2 d'empreses d'hostatgeria i restauració, 3 d'empreses d'informació i comunicació, 1 d'una empresa immobiliària, 3 d'empreses de serveis, 1 d'una entitat de l'administració pública i 6 d'empreses classificades com a «altres activitats de serveis».
Dels 11 establiments de servei als particulars que hi havia el 2009, 1 era una oficina de correu, 2 tallers de reparació d'automòbils i de material agrícola, 1 paleta, 1 guixaire pintor, 1 fusteria, 2 lampisteries, 2 perruqueries i 1 restaurant.
Els 2 establiments comercials que hi havia el 2009 eren fleques.
L'any 2000 a Pont-Farcy hi havia 16 explotacions agrícoles que ocupaven un total de 690 hectàrees.

## Equipaments sanitaris i escolars
El 2009 hi havia una escola elemental.

## Poblacions més properes
El següent diagrama mostra les poblacions més properes.